# Dichotomius amicitiae
Dichotomius amicitiae là một loài bọ cánh cứng trong họ Bọ hung (Scarabaeidae).